# 荔枝肉

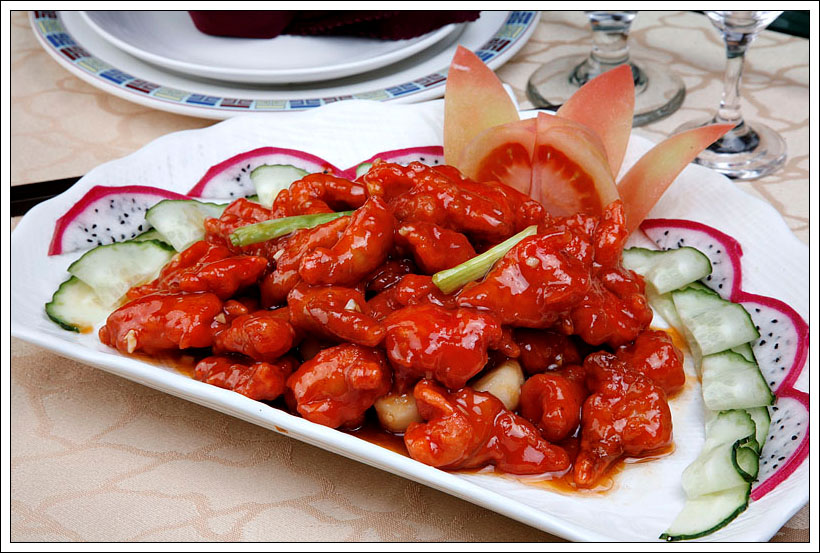
完成之后的荔枝肉

荔枝肉是一道福州传统名菜，是闽菜的代表作。原料中有白色的荸荠和切成十字花刀的猪瘦肉，烹调后因外形型似荔枝而得名。